# Arimetus
Arimetus is een geslacht van kevers uit de familie bladkevers (Chrysomelidae).
De wetenschappelijke naam van het geslacht werd in 1903 gepubliceerd door Martin Jacoby.

## Soorten
- Arimetus angulatus Laboissiere, 1922
- Arimetus apicalis Weise, 1917
- Arimetus conradti Jacoby, 1903
- Arimetus costulatus Laboissiere, 1922
- Arimetus jacobyi (Gahan, 1909)
- Arimetus tuberosus Laboissiere, 1929